# Luco de Jiloca
Luco de Jiloca es una localidad española perteneciente al municipio de Calamocha, en el Jiloca, provincia de Teruel, Aragón.

## Topónimo
El nombre procede del latín lucus ‘bosque o cueva sagrado’. Es similar a otros lugares llamados Luco en Aragón y el País Vasco, y a Lugo, en Galicia.

## Historia
En el año 1248, por privilegio de Jaime I, este lugar se desliga de la dependencia de Daroca, pasando a formar parte de Sesma del Río Jiloca en la Comunidad de Aldeas de Daroca, que dependían directamente del rey, perdurando este régimen administrativo hasta la muerte de Fernando VII en 1833, siendo disuelta ya en 1838.

## Demografía
| Gráfica de evolución demográfica de Luco de Jiloca entre 1842 y 1970 |
| |
| Población de derecho según los censos de población del INE Población de hecho según los censos de población del INEEn estos censos se denominaba Luco de Giloca: 1857, 1860, 1877, 1887, 1897 y 1900 Entre el censo de 1981 y el anterior, este municipio desaparece porque se integra en el municipio 44050 (Calamocha) |

## Patrimonio
Destaca su puente romano sobre el río Pancrudo, que formaba parte de la calzada romana que enlazaba Cesaraugusta y Cástulo y restos del poblado celtíbero del siglo III a. C. en el Cabezo Raso, así como la iglesia parroquial de la Asunción de Nuestra Señora, de estilo barroco, en la que llama la atención su cabecera, con capillas laterales cubiertas por cúpula con linterna 

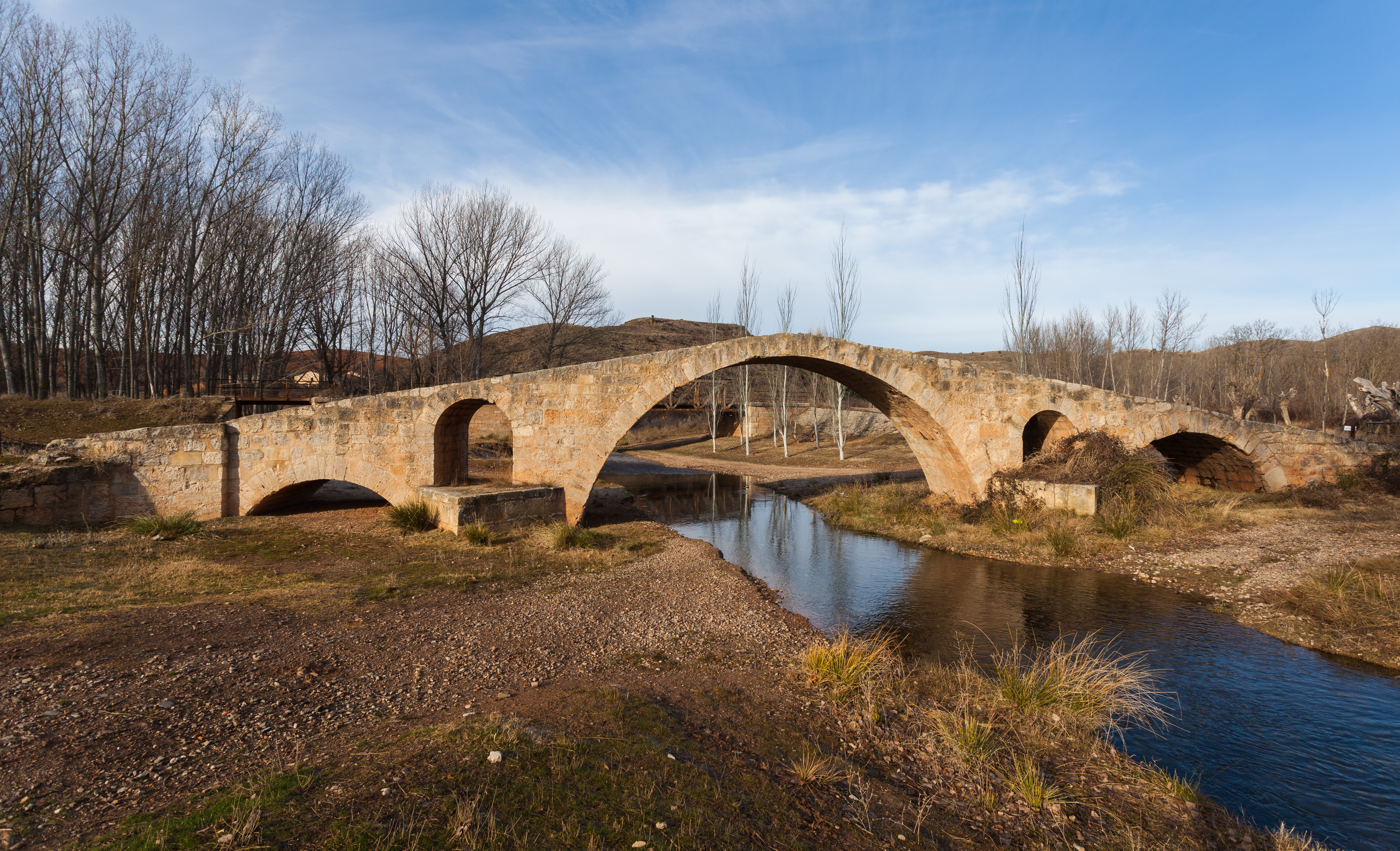
Puente romano de Luco de Jiloca

La localidad posee construcciones civiles significativas, como la casa-palacio de los marqueses de Montezuma, con las características propias de los palacios renacentistas aragoneses, del siglo XVII, y la casa rectoral, edificio gótico en el con una hermosa portada, con arco apuntado de grandes dovelas y escudo en la clave. 

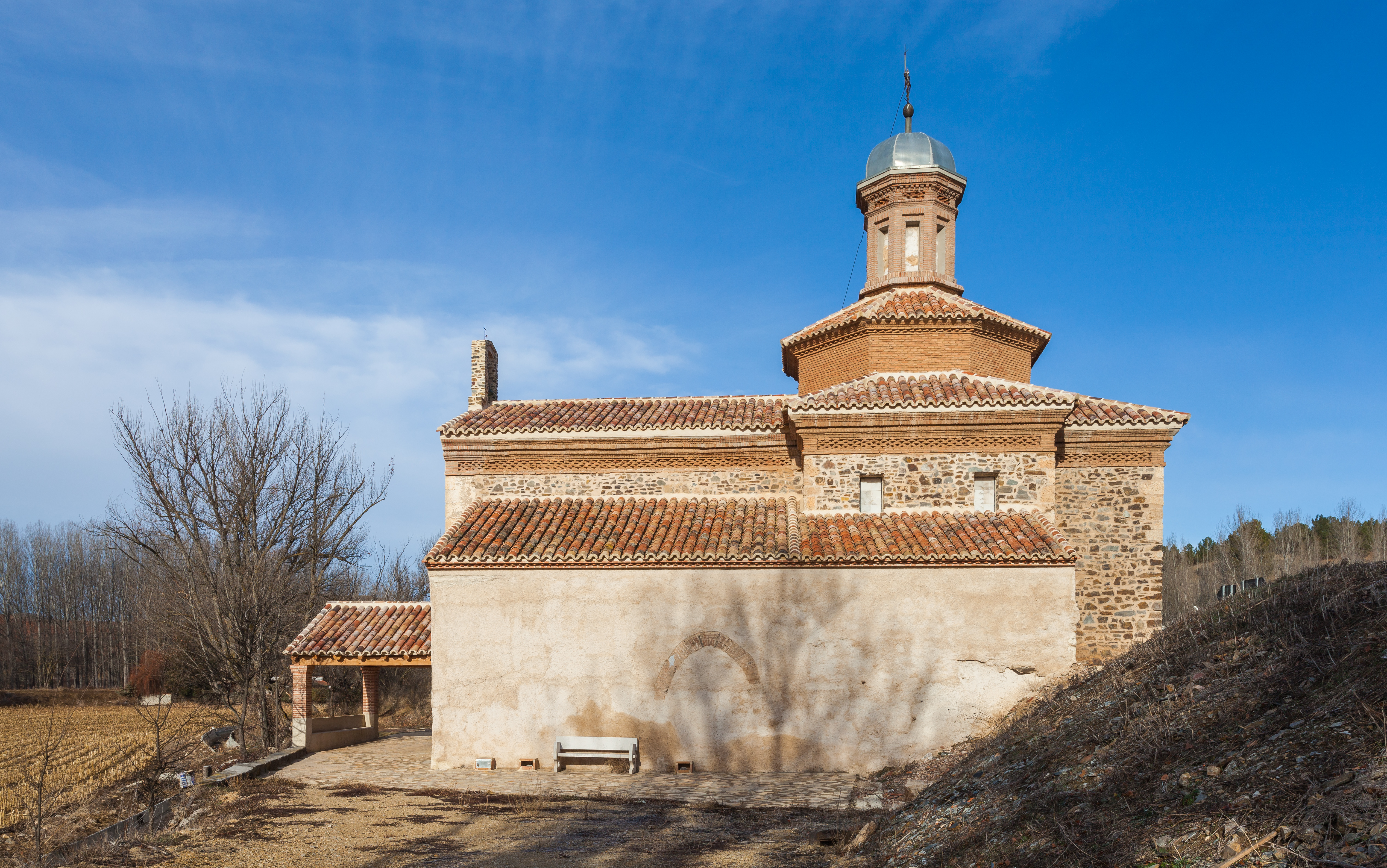
Ermita de la Virgen del Rosario

En las proximidades hallamos diferentes ermitas, todas ellas de estilo barroco y fechadas en torno al siglo XVII: la de Santa Bárbara (mártir), la de la Virgen del Rosario y la del Santo Cristo.

## Fiestas y costumbres
Entre sus festejos cabe mencionar el carnaval de los "zarragones".